# Viole (Assisi)
Viole è una frazione del comune di Assisi (PG).
Secondo i dati del censimento Istat del 2001, gli abitanti sono 494  Archiviato il 27 ottobre 2020 in Internet Archive..
Si trova in posizione collinare, ad un'altezza di 372 m s.l.m., sulla costa del monte Subasio. Il territorio è, per gran parte, coltivato ad olivi, dai quali viene prodotto un pregiato olio che deve le sue caratteristiche alla favorevole esposizione al sole in tutti i periodi dell'anno ed alla composizione del terreno, per lo più ghiaioso.

## Economia e manifestazioni
Nelle campagne circostanti si trova la sede dell'emittente radiofonica Radio Subasio, una delle più ascoltate nel Centro Italia.
Ogni anno nei primi di giugno ha luogo la Festa di San Vitale, con il relativo Palio di San Vitale d'Assisi "Aqua cum canestro", durante il quale si svolge una gara di balestra tra i paesi di Viole, Rivotorto, Ospedalicchio, Bastia Umbra. L'inizio delle diverse sfide (mazza fiorita, croce di ferro, corsa con il canestro) si ha subito dopo il corteo storico che attraversa le vie del paese.
Ad agosto, invece, si svolge la Festa paesana e a novembre la Festa delle castagne e del vino novello.
D'estate si svolgono il torneo di calcetto femminile dedicato a "Francesca Brunozzi" e quello maschile dedicato a "Giuseppe Ravaglia".

## Monumenti e luoghi d'interesse
- Chiesa di san Vitale eremita, dove sono conservate sull'altare maggiore le spoglie di san Vitale d'Assisi al quale è dedicata.

## Sport

### Associazioni sportive
- A.C.D. Viole 2006 - Militante nel girone B del Campionato di Promozione in Umbria - https://web.archive.org/web/20181121233833/https://www.violecalcio.com/
- Proloco Viole Calcio a 5 femminile
- Calcio a 5 maschilewww.violecalcio.com

### Impianti sportivi
- Campo da calcio.
- Campo da calcio a 5